# XXx: Return of Xander Cage
xXx: Return of Xander Cage is een Amerikaanse actiefilm uit 2017, onder regie van D.J. Caruso met Vin Diesel in de hoofdrol. Het is een vervolg op xXx (2002) en xXx: State of the Union (2005).

## Verhaal
Geheim agent Xander Cage keert terug uit de anonimiteit om de levensgevaarlijke crimineel Xiang een halt toe te roepen, die bezig is met snode plannen om in bezit te komen over een onverwoestbare wapen die de regie over de satellieten heerst, waarvan alle gevolgen daarmee niet te overzien zijn. Cage en zijn team raken hiermee verstrikt in een complot, dat lijkt te komen van hogerhand.

## Rolverdeling
- Vin Diesel als Xander Cage
- Donnie Yen als Xiang
- Deepika Padukone als Serena Unger
- Kris Wu als Nicks
- Ruby Rose als Adele Wolff
- Tony Jaa als Talon
- Nina Dobrev als Becky Clearidge
- Rory McCann als Tennyson Torch
- Toni Collette als Jane Marke
- Samuel L. Jackson als Augustus Gibbons
- Ice Cube als Darius Stone
- Hermione Corfield als Ainsley
- Tony Gonzalez als Paul Donovan
- Michael Bisping als Hawk
- Neymar als zichzelf